# Renate Pichler
Renate Pichler (verheiratete Pichler-Grimm; * 1. November 1937 in Deutsch Krone, Westpommern, Deutschland; jetzt Polen; † 2. Mai 2019) war eine deutsche Synchron- sowie Hörspielsprecherin, Schauspielerin und Sängerin.

## Leben

### Frühe Jahre, Ausbildung und Privates
Renate Pichler, Anfang November 1937 in Deutsch Krone (Westpommern) geboren, wuchs in Hamburg auf, wo sie bei Eva Fiebig ihre Schauspielausbildung absolvierte. 1965 veröffentlichte sie mit den Titeln Lord und Lady und Ich – ich habe niemand, einer deutschen Coverversion von I (Who Have Nothing) des Songwriter-Duos Leiber/Stoller, bei Telefunken eine LP als Sängerin.
Anfang Mai 2019 starb Pichler im Alter von 81 Jahren. Sie war bis zu ihrem Tod mit dem Schauspieler und Synchronsprecher Matthias Grimm (1943–2020) verheiratet.

### Theater
Mehrere Jahre spielte Pichler am Hamburger Theater im Zimmer. 1984 war sie unter der Regie von Christoph  Roethel an der Seite von Peter Kirchberger in der Uraufführung des Musicals Elvis von Regina Leßner über den Sänger und Schauspieler Elvis Presley zu sehen. 1975 sorgte sie mit ihrem Gastengagement am Schauspielhaus Hamburg für mediale Aufmerksamkeit, nachdem sie in Ulrich Heisings Bühneninszenierung The Family III von Lodewijk de Boer in einer Szene lesbischer Liebe es ablehnte, in ihrer Rolle der Branka ihr Dekolleté zu zeigen.

### Film und Fernsehen
1963 gab Pichler unter der Regie von Egon Monk als Barmädchen in dem Fernsehfilm Schlachtvieh ihr Filmdebüt. Von 1966 bis 1968 gehörte sie neben Inge Meysel als Hannelore in der 13-teiligen ARD-Familienserie Gertrud Stranitzki zur Stammbesetzung. 1968 war sie als Vera in dem Erotik- und Sexploitationfilm Sünde mit Rabatt auf der Kinoleinwand zu sehen. 1971 besetzte sie Rudolf Jugert an der Seite von Thomas Astan in dem vom Schweizer Fernsehen für die deutsche und rätoromanische Schweiz (SF DRS) (Zürich) produzierten Märchenkurzfilm König Drosselbart als hochmütige und eigensinnige Königstochter, der erst am erst an Silvester 1976 seine Uraufführung hatte. In dieser Rolle hatte sie zusammen mit Astan mehrere gesangliche Einlagen. In der Silvestersendung 1972 der Unterhaltungssendung Zum Blauen Bock war sie Gast unter der Moderation von Heinz Schenk und Lia Wöhr. Regelmäßig übernahm sie Gastrollen in Fernsehserien wie Polizeifunk ruft, Hamburg Transit, Rabe, Pilz und dreizehn Stühle und St. Pauli-Landungsbrücken. Ihre letzte Rolle in Film und Fernsehen hatte sie 1981 in Hanno Lunins Fernsehproduktion Mutschmanns Reise.

### Synchronisation und Hörspielarbeiten
Ab 1969 war Pichler umfangreich in der Synchronisation tätig, u. a. lieh sie Barbara Bain als Dr. Helena Russell in der britisch-italienische Science-Fiction-Fernsehserie Mondbasis Alpha 1 ihre Stimme und synchronisierte Diahann Carroll in der Titelrolle der amerikanischen Krankenhausserie Julia. Sie übernahm während ihrer künstlerischen Laufbahn über 190 Synchron- und Sprechrollen. Zudem war sie oftmals an der Seite ihres Ehemanns Matthias Grimm als Synchronregisseurin tätig, wie 1987 für die US-amerikanische Fernsehserie Der Equalizer oder von 2004 bis 2007 für die britische Fernsehserie Agatha Christie’s Marple. Das Dialogbuch und die Dialogregie übernahm sie 2000 für das britisch-norwegische Filmdrama Aberdeen.
Daneben wirkte sie in zahlreichen Hörspielserien mit, unter anderem bei Die drei ???, Die Hexe Schrumpeldei, Fünf Freunde, Gruselserie sowie TKKG.

## Filmografie
- 1963: Schlachtvieh (Fernsehfilm)
- 1964: Hafenpolizei (Fernsehserie, Folge St. Pauli ohne Maske)
- 1964: So ein süßes kleines Biest (Fernsehserie, Folge Die Firma macht sich)
- 1965: Ein Haus voll Musik – Die heitere Geschichte einer Zwangsräumung (Fernsehfilm)
- 1966–1968: Gertrud Stranitzki (Fernsehserie, 13 Folgen)
- 1967: Im Flamingo-Club (Fernsehserie, 1 Folge)
- 1967: Eingeschrieben aus USA (Fernsehfilm)
- 1968: Sünde mit Rabatt
- 1969: Polizeifunk ruft (Fernsehserie, Folge Blüten auf St. Pauli)
- 1970: Ida Rogalski (Fernsehserie, Folge Trudchen)
- 1971: Komische Geschichten mit Georg Thomalla (Fernsehserie, Folge Tommi und das Fernsehen)
- 1972: Hamburg Transit (Fernsehserie, Folge Bitte die Fahrkarten)
- 1972: Unsere heile Welt (Fernsehserie, Folgen Der Ausbruch und Ein nasser Sommer)
- 1972: Mit dem Strom (Fernsehfilm)
- 1973: Die Rudi Carrell Show (Fernsehshow, 2 Folgen)
- 1973: Rabe, Pilz und dreizehn Stühle (Fernsehserie, Folge Der Politiker)
- 1976: König Drosselbart (Kurzfilm)
- 1978: Geschichten aus der Zukunft (Fernsehserie, Folge Geburt eines Waisenkindes)
- 1979: St. Pauli-Landungsbrücken (Fernsehserie, Folge Brückenwart Heiner Eck)
- 1979: Spaß beiseite – Herbert kommt! (Fernsehserie, Folge Treffpunkt Landungsbrücken)
- 1981: Mutschmanns Reise (Fernsehfilm)

## Synchronrollen (Auswahl)

### Filme
- 1969: Dracula (Dracula) … für Frances Dade als Lucy Weston
- 1970: Tarzan und die Nazis (Tarzan Triumphs) … für Frances Gifford als Zandra
- 1971: Eine Dame verschwindet (The Lady Vanishes) … für Margaret Lockwood als Iris Henderson
- 1972: Sein Mädchen für besondere Fälle (His Girl Friday) … für Rosalind Russell als Hildegard Johnson
- 1974: Die vier Musketiere – Die Rache der Mylady (The Four Musketeers) … für Raquel Welch als Constance de Bonacieux
- 1975: Das Netz … für Elke Sommer als Christa Sonntag
- 1977: Mr. Universum (Stay Hungry) … für Helena Kallianiotes als Anita
- 1979: Ohne ein Morgen (Sans lendemain) … für Edwige Feuillère als Evelyne Morin
- 1981: Cutter’s Way – Keine Gnade (Cutter’s Way) … für Lisa Eichhorn als Maureen „Mo“ Cutter
- 1982: An der Nordbrücke (Le Pont du Nord)  … für Bulle Ogier als Marie
- 1982: Banana Joe (Banana Joe) … für Marina Langner als Dorianne
- 1983: Kein Platz für Eltern (Make Way for Tomorrow) … für Minna Gombell als Nellie Chase
- 1985: Die schöne Hochzeit (Le beau mariage) … für Thamila Mezbah als Sabines Mutter
- 1996: In der Schlinge des Teufels (The Vault of Horror) … für Glynis Johns als Eleanor
- 1997: Rumpelstilzchen & Co. (Rumplcimprcampr) … für Jiřina Bohdalová als Königin

### Serien
- 1971: Time Tunnel (The Time Tunnel) … für Lee Meriwether als Ann MacGregor
- 1974: Catweazle (Catweazle) … für Elspet Gray als Lady Collingford
- 1977/78: Mondbasis Alpha 1 (Space: 1999) … für Barbara Bain als Dr. Helena Russell
- 1985: Regina Regenbogen (Rainbow Brite) als Viola Veilchenscheu
- 1989: Batman (Batman) … für Shelley Winters als Ma Parker

## Hörspiele (Auswahl)
- 1979: Folge 5 Die drei ??? und der Fluch des Rubins (als Mutter)
- 1979: Folge 8 Die drei ??? und der grüne Geist (als Li)
- 1979: Folge 7 Fünf Freunde verfolgen die Strandräuber (als Frau Wiggend)
- 1980: Folge 12 Die drei ??? und der seltsame Wecker (als Julie Taylor)
- 1980: Folge 9 Fünf Freunde im alten Turm (als Frau Thomas)
- 1983: Folge 32 Die drei ??? und der Ameisenmensch (als Mrs. Chumley)
- 1988–1991: Folge 22–28 Fünf Freunde (als Tante Fanny)
- 1989: Folge 45 Die drei ??? und das Gold der Wikinger (als Mrs. Andrews)
- 1989: Folge 24 Fünf Freunde im Fernsehen (als Frau Findler)
- 1998–2018: Folge 110–205 TKKG (als Margot Glockner)
- 1999: Folge 31 Fünf Freunde in der Geisterbahn (als Mrs. Temple)
- 1999: Folge 85 Die drei ??? – Feuerturm (als Lady MacWeiden)
- 2004: Folge 56 Fünf Freunde und die geheimnisvolle Erbschaft (als Mrs. York)
- 2005: Folge 62 Fünf Freunde und das Spuk-Festival (als Mrs. York)
- 2006: Folge 68 Fünf Freunde und die Druiden von Stonehenge (als Pensionswirtin)
- 2007: Folge 72 Fünf Freunde Auf der Spur der Entführer (als Dora)
- 2009: Folge 128 Die drei ??? – Schatten über Hollywood (als Mrs. Bennett)
- 2009: Folge 132 Die drei ??? –  Spuk im Netz (als Miss Bennett)
- 2010: Die drei ??? und der Dreitag (als Miss Bennett)
- 2014: Die drei ??? und das Rätsel der Sieben (als Prinzessin)
- 2016: Folge 180 Die drei ??? und die flüsternden Puppen (als Oma)
- 2016: Folge 115 Fünf Freunde helfen den Flutopfern (als Sally Potter)